# 高速艇乙
高速艇乙（こうそくていおつ、略称：HB-O）は、日本陸軍が保有したモーターボート。上陸戦時の船舶間や陸上との連絡を目的に、1930年に開発された。

## 開発
1920年代に上陸戦の研究を本格化させた日本陸軍は、大発動艇などの一般的な上陸用舟艇のほかに、火力支援用の装甲艇など各種の支援用舟艇を開発した。その一環として、船舶同士や陸上との伝令に使用するために開発したのが高速艇乙である。陸軍運輸部により、1930年（昭和5年）7月に設計された。
日本陸軍は、本艇以前に偵察や高速連絡用の高速艇甲（最高速力38ノット）を開発していたが、用途の異なる高速艇乙はもっと低速の舟艇である。高速艇甲が軽快な滑走型の木造船体を採用したのに対し、高速艇乙は標準的な排水型の木造及び鋼製の船体である。搭載機関も、高速艇甲が大出力向きのガソリンエンジン（400馬力）だったのに対し、高速艇乙は火災の危険が小さく陸軍舟艇で多用されたディーゼルエンジンを採用しており、100馬力型で速力13ノット、150馬力型では速力16.5ノットを発揮した。
武装兵10人を搭乗させられるほか、固定兵装として艇首に軽機関銃1丁を有する。また、屋根上にも重機関銃1丁を装備可能である。

## 生産と運用
相当数が建造され、1942年（昭和17年）3月時点で44隻が配備ないし完成済みのほか、44隻が建造途中となっている。太平洋戦争の戦況悪化に伴い生産兵器の機種整理の対象となり、1943年（昭和18年）以降は生産停止となった。
完成した艇は、陸軍船舶兵の諸部隊に配備され、日中戦争から太平洋戦争まで各地で実戦使用された。第二次上海事変中の1937年11月に行われた杭州湾上陸作戦には、大発動艇81隻・小発動艇94隻・装甲艇3隻・高速艇甲4隻などの各種舟艇に混じって高速艇乙10隻が参加している。バイアス湾上陸作戦などがあった広東作戦でも11隻が使用された。太平洋戦争冒頭の南方作戦では、上陸用舟艇の運用を担当する各独立工兵連隊に2隻ずつ、上陸戦の指揮を執る揚陸団司令部等にも計7隻が配備されていた。ソロモン諸島の戦いにも投入されており、ガダルカナル島の戦いに川口支隊の一部が舟艇機動で向かった際には部隊本部に1隻が配備されていた。ただ、アメリカ軍が使用したPTボートに比べると速力も火力も劣り、対抗することはできなかった。